# Década de 290
Séculos: Século II - Século III - Século IV
Decadas: 240 250 260 270 280 - 290 - 300 310 320 330 340
Anos: 290 291 292 293 294 295 296 297 298 299